# لنی فونتانا
لنی فونتانا (انگلیسی: Lenny Fontana؛ زادهٔ ۲۱ سپتامبر ۱۹۶۸) موسیقی‌دان اهل ایالات متحده آمریکا است. وی از سال ۱۹۸۵ میلادی تاکنون مشغول فعالیت بوده‌است.